# Katharinen-Turm

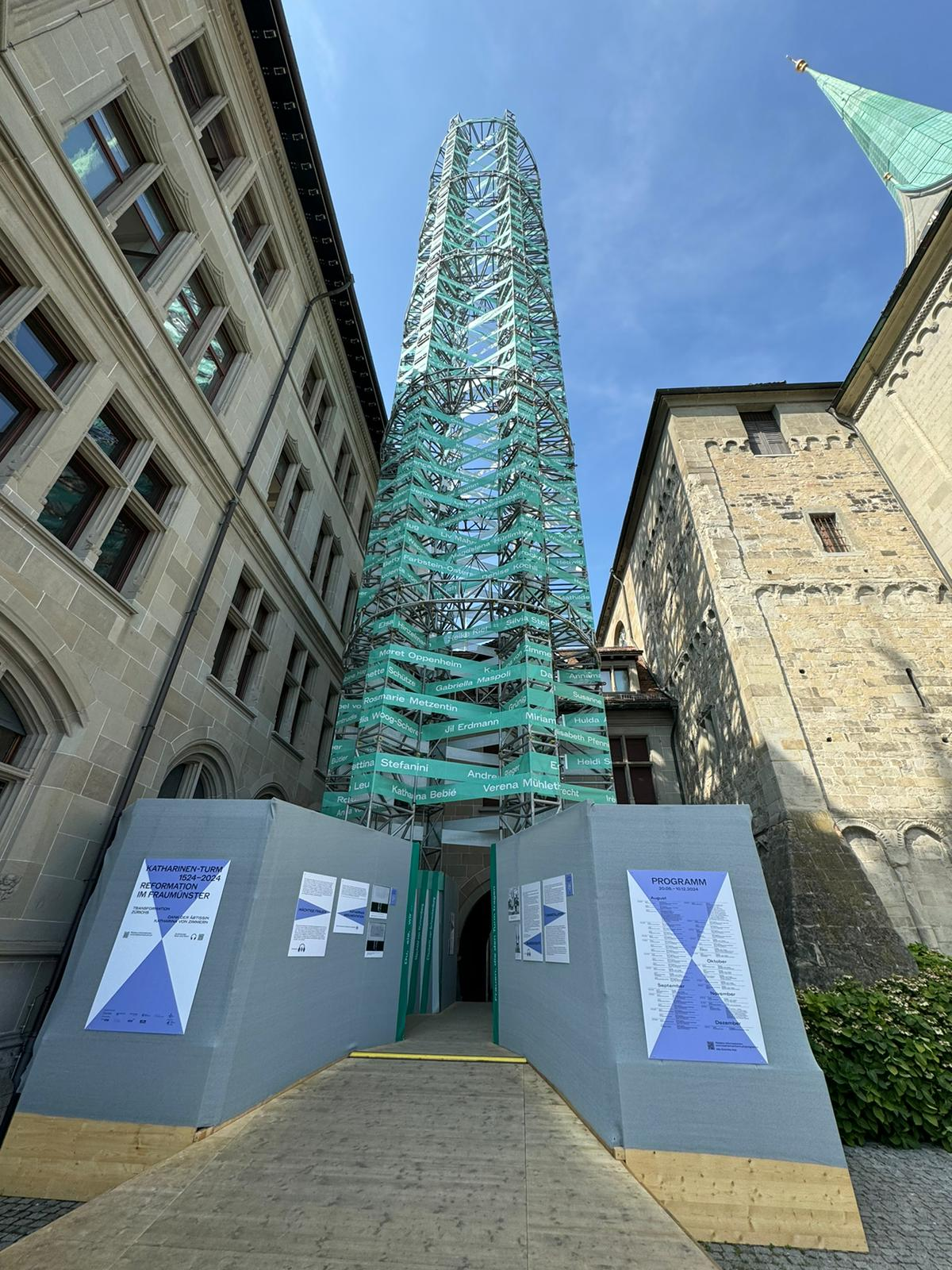
Katharinen-Turm

Der Katharinen-Turm ist eine temporäre Installation vom 20. August bis 10. Dezember 2024 in der Schweizer Stadt Zürich. Sie wurde zur Erinnerung an die Übergabe der Fraumünster-Abtei an den Zürcher Rat während der Reformation vor 500 Jahren neben dem Fraumünster errichtet.
Der Turm befindet sich an der Stelle des 1728 abgetragenen Südturms der Fraumünsterkirche, zwischen dem Kirchenschiff und dem Stadthaus. Der Katharinen-Turm würdigt Frauen der Stadt und des Kantons Zürich, welche wirtschaftlich, politisch und gesellschaftlich mitentwickelten und mitgestalteten. Die temporäre Installation ist insbesondere eine Hommage an Äbtissin Katharina von Zimmern und den früheren zweiten Turm des Fraumünsters.
Der Katharinen-Turm ist die Umsetzung des Siegerprojekts der Architektin Debora Burri-Marci von Freefox Architecture Studio LLC aus einem privat finanzierten Ideenwettbewerb von beteiligten Architektinnen und Künstlerinnen. Die 40 Meter hohe Konstruktion besteht aus einem Gerüst, welches auf einem Sockel ruht. Der Zugang erfolgt sowohl vom Stadthausquai als auch von der Fraumünsterstrasse her durch den Innenhof des Stadthauses.
Das Kleid der Kunstinstallation besteht aus 1000 Metern grünem Stoffband, das mit 500 Namen von Frauen bedruckt wurde. 14 Personen im Alter von 35 bis 80 Jahren mit unterschiedlichen Berufen, Ausbildungen, Interessen und Hintergründen, die seit vielen Jahren in Zürich arbeiten, haben eine Liste mit 500 Frauen zusammengestellt. Ein Kriterium war die konkrete Leistung einer Frau, die stets zur Gestaltung der Gesellschaft beigetragen hat.
Die Kunstinstallation „Katharinen-Turm 1524-2024. Reformation im Fraumünster“ war ein Projekt im Rahmen des Programms «Katharina von Zimmern – Äbtissin Stadtherrin Wegbereiterin – 500 Jahre Übergabe Fraumünster».

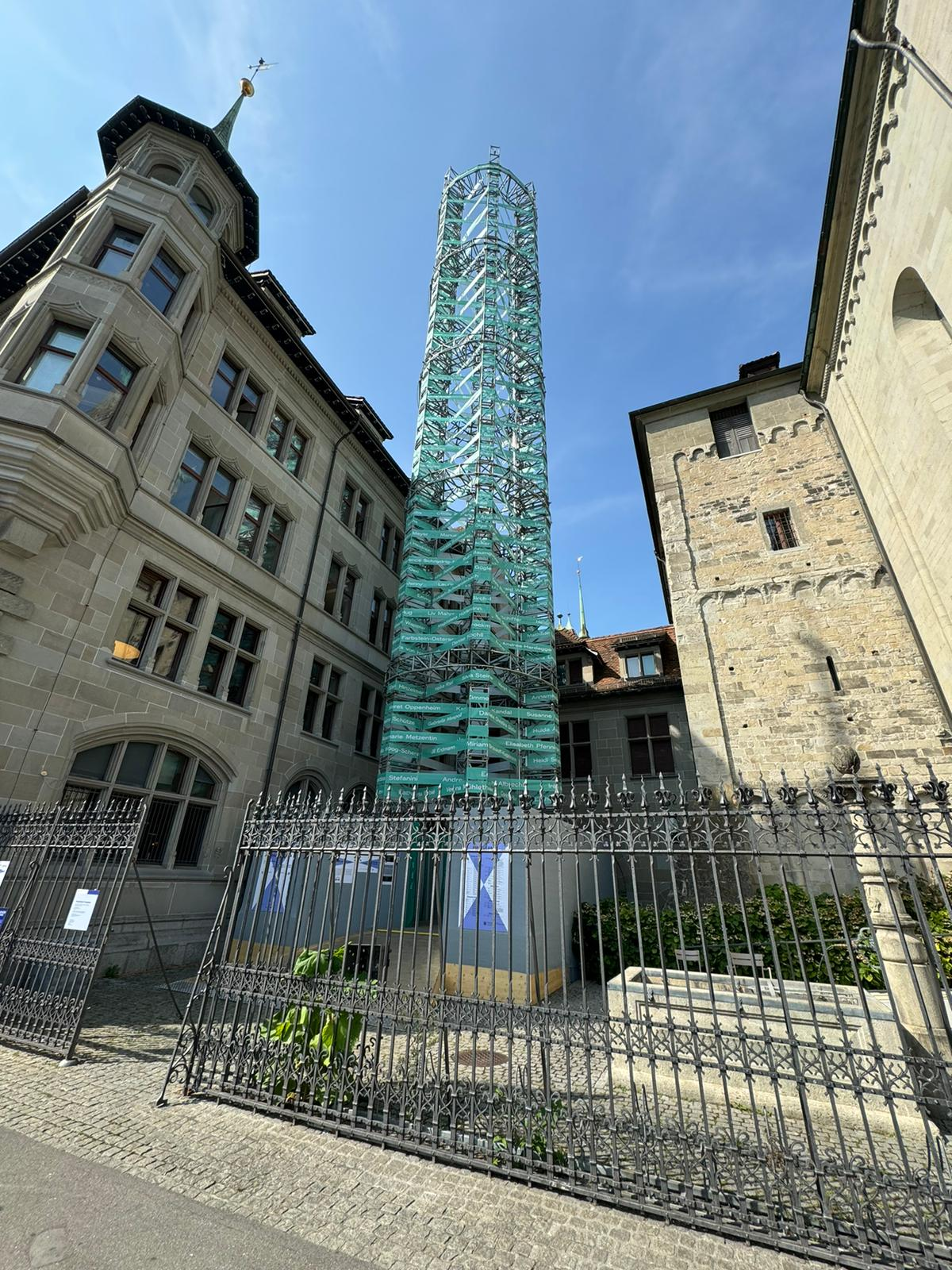
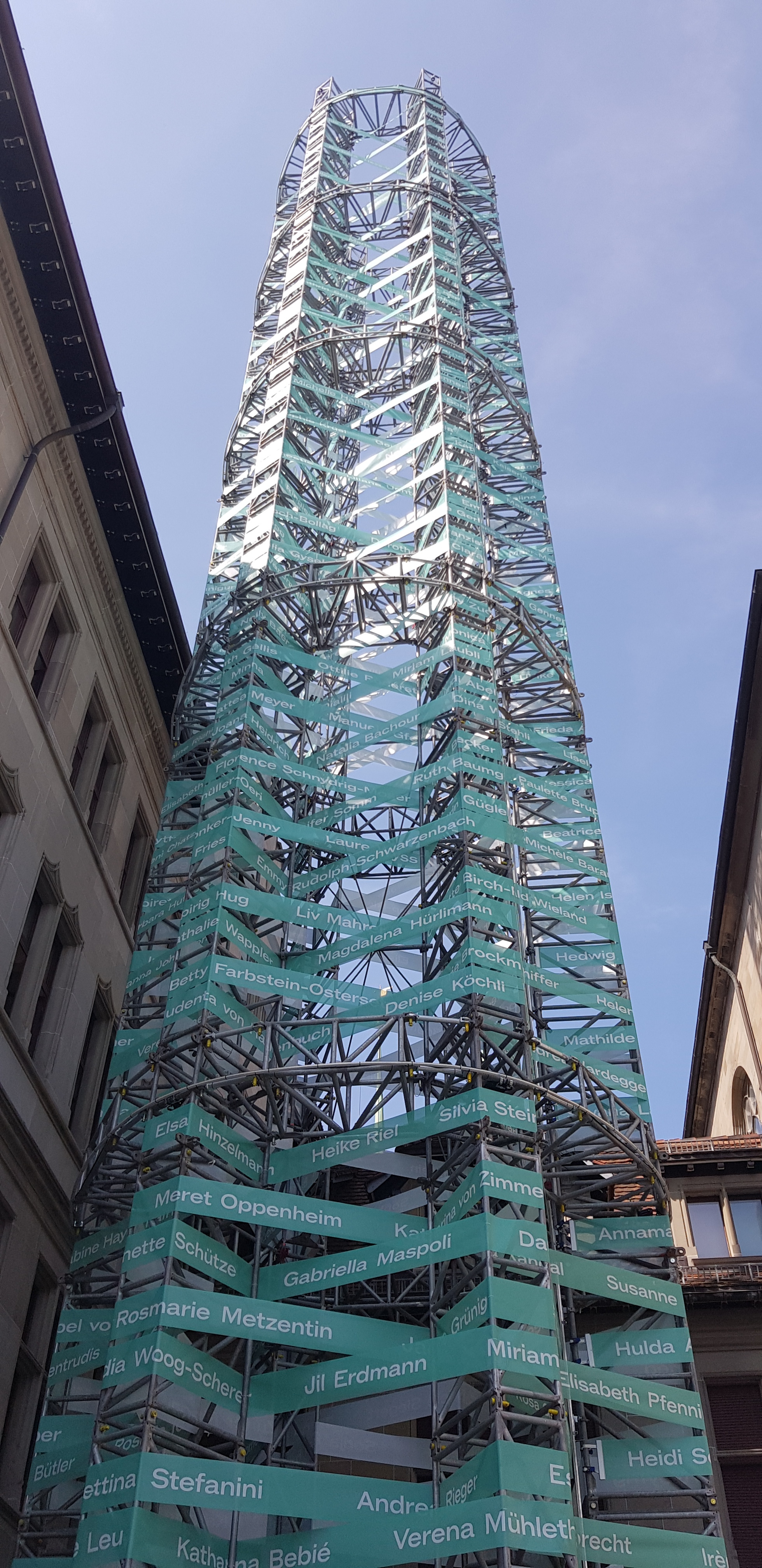
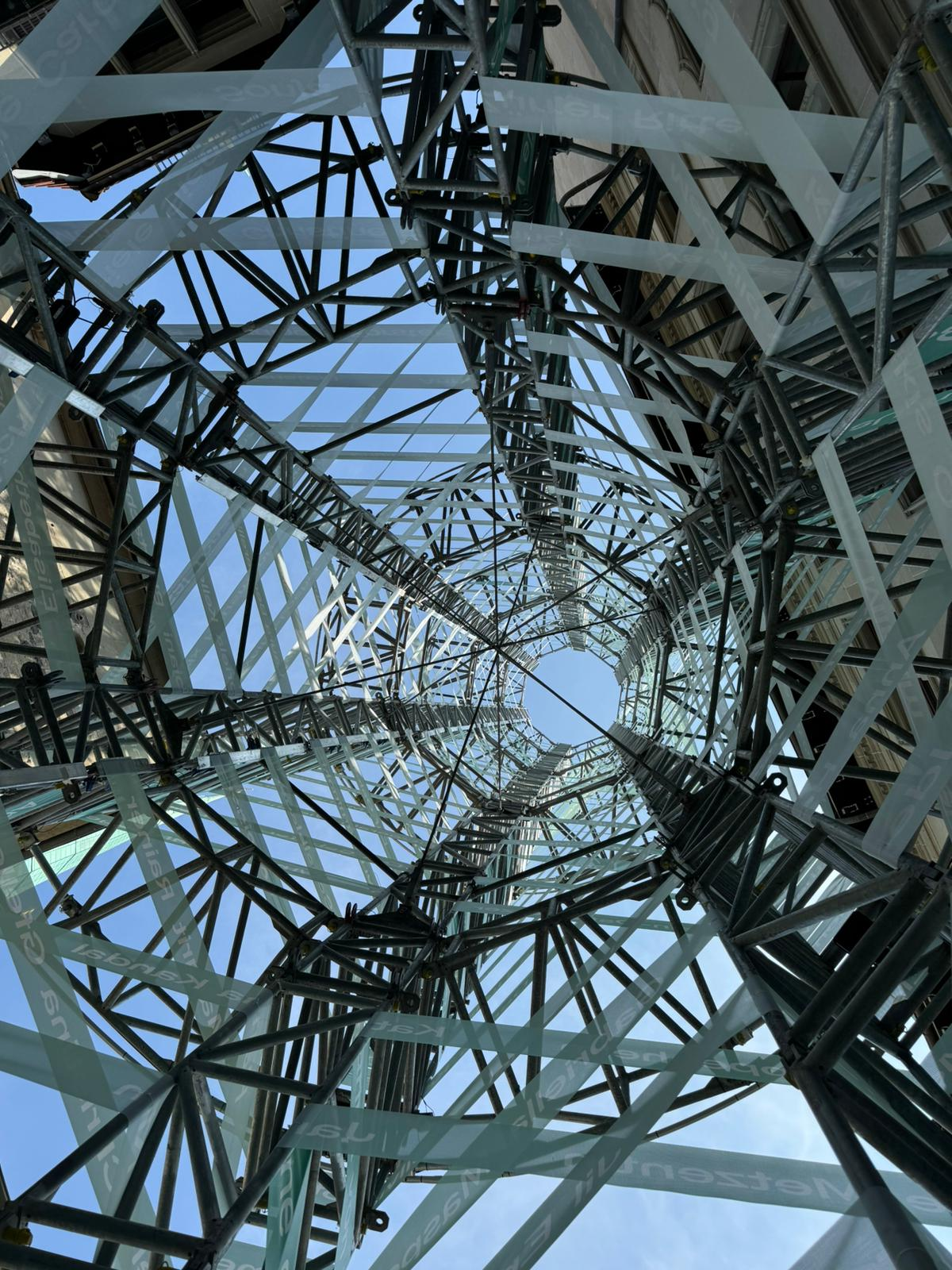
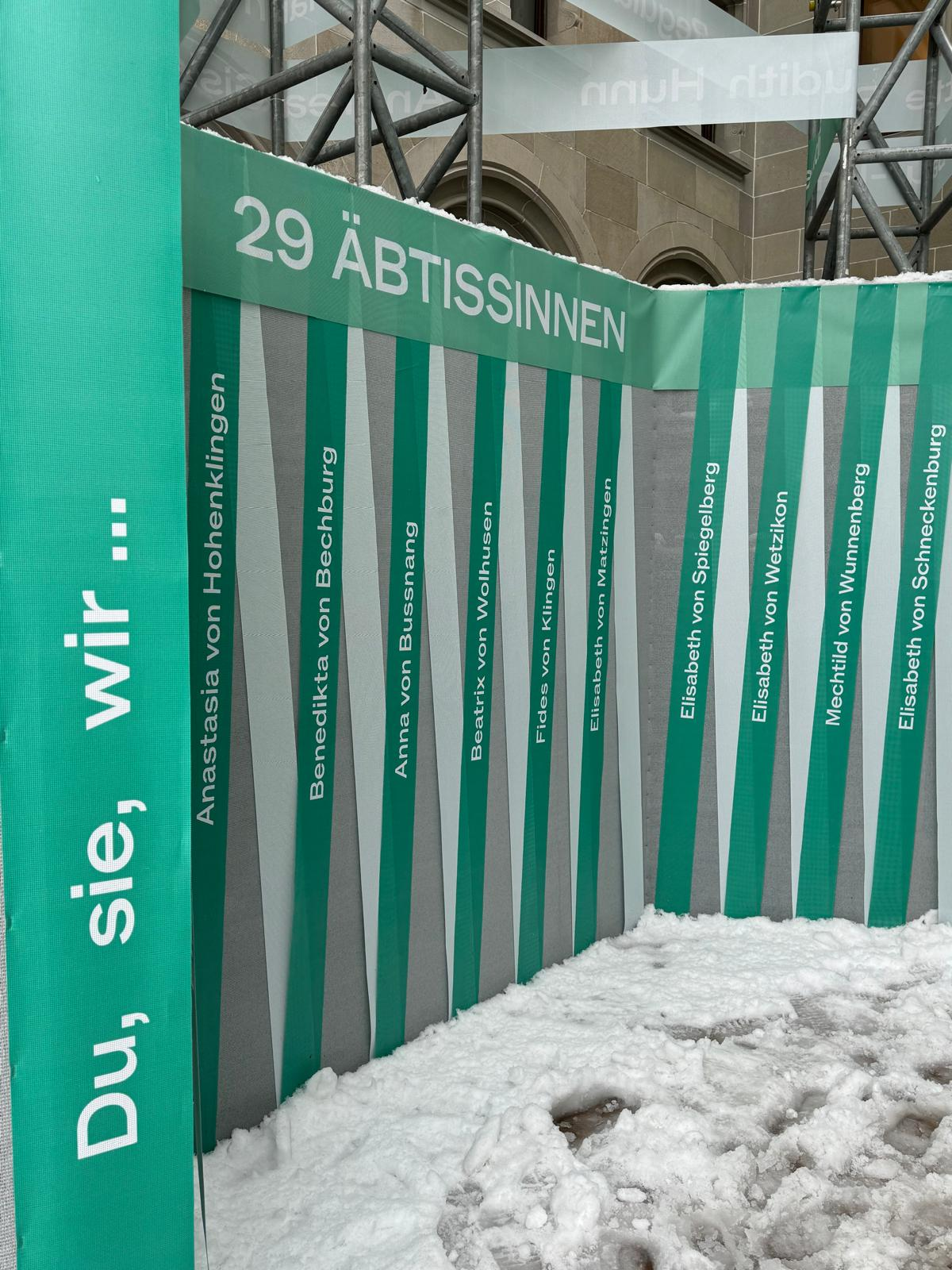
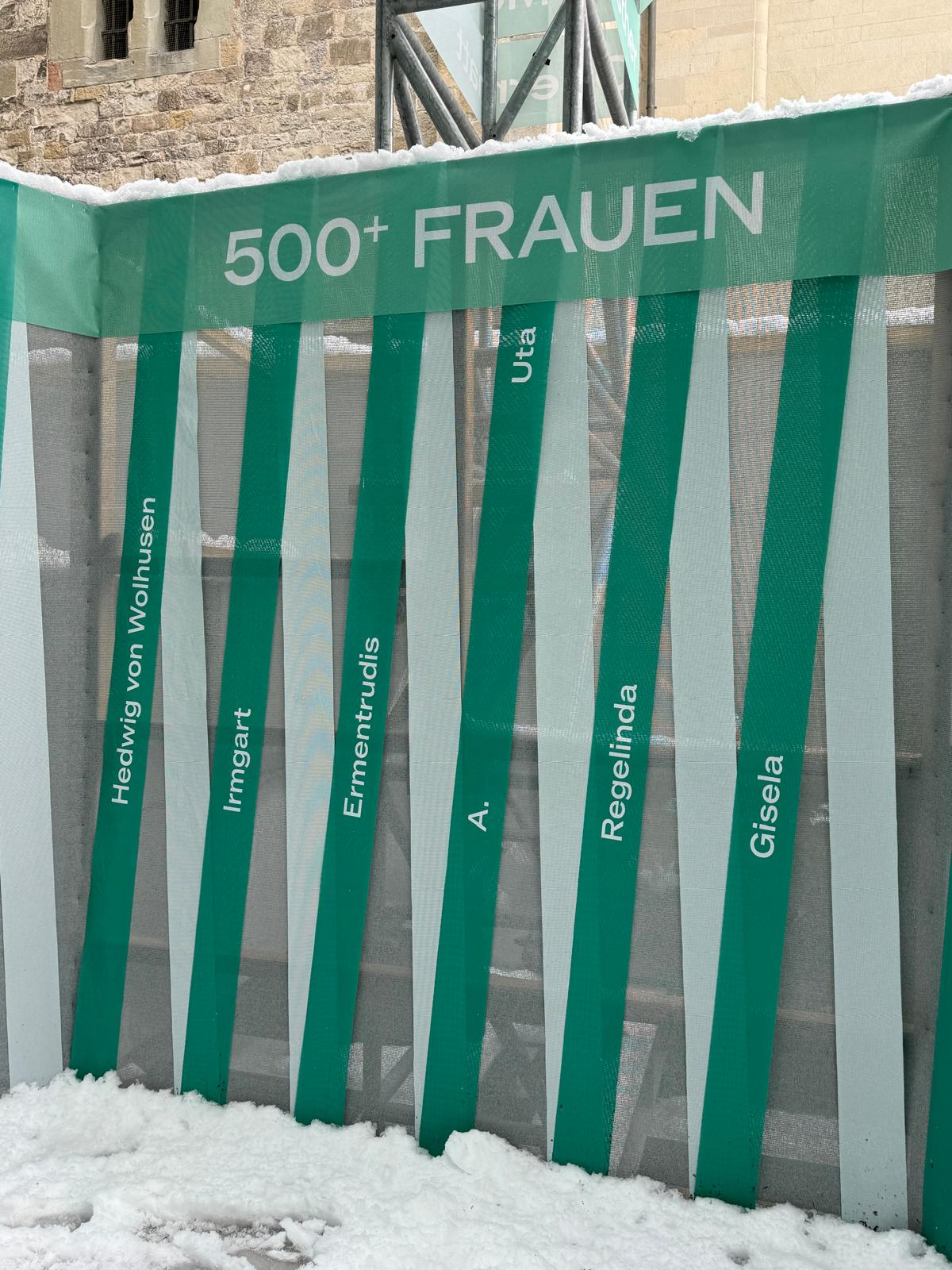